# Deaver (Wyoming)
Deaver es un pueblo ubicado en el condado de Big Horn en el estado estadounidense de Wyoming. En el año 2010 tenía una población de 178 habitantes y una densidad poblacional de 66.46 personas por km².

## Geografía
Deaver se encuentra ubicado en las coordenadas 44°53′20.52″N 108°35′45.64″O / 44.8890333, -108.5960111. Según la Oficina del Censo, la localidad tiene un área total de 2,6 km² (1 mi²), de la cual 2,6 km² (1 mi²) es tierra y 0 km² (0 mi²) (0.0%) es agua.

### Localidades adyacentes
El siguiente diagrama muestra a las localidades en un radio de 52 kilómetros (32,3 mi) de Deaver.

## Demografía
En el 2000 la renta per cápita promedia del hogar era de $31.071, y el ingreso promedio para una familia era de $34.063. El ingreso per cápita para la localidad era de $14.134. En 2000 los hombres tenían un ingreso per cápita de $31.563 contra $15.938 para las mujeres. Alrededor 10.4% de la población estaba bajo el umbral de pobreza nacional.